# آر اچ هریس
ربرت اچ هریس (زاده ۲۳ مارس ۱۹۱۶ - درگذشته ۳ سپتامبر ۲۰۰۰) یک هنرمند آمریکایی انجیل و خواننده گروه سول استیررز بود، او صدای سه اکتاو تنور خالصی داشت که از آن برای ناله و دشنام و جهش به سمت فالستو استفاده می‌کرد، او در تبدیل سبک کوارتت جوبیلی گروه دهه ۳۰ به سبک انجیل سخت انجیل متمرکز دهه ۴۰ و ۵۰ نقش بسزایی داشت، او در سال ۱۹۸۹ به عنوان عضوی از سول استیرز وارد تالار مشاهیر راک اند رول شد، این گروه همچنین در سال ۲۰۰۰ وارد تالار مشاهیر گروه آواز شد. او سرچشمه بسیاری از خوانندگان انجیل و سول و الگوی مستقیم سم کوک بود که به عنوان خواننده اصلی گروه سول استیررز جایگزین او شد.

## اوایل زندگی
هریس در مزرعه ای در ۱۳ مایلی خارج از ترینیتی، تگزاس در محله سابق «بلک لند» (که نامش به خاطر تاریکی خاک آن، نه قانون اساسی نژادی ساکنانش) است بزرگ شد، جیمز و کیتی هریس و نه فرزندشان (ریبرت ششمین آنها بود) حدود ۳۰۰ یارد دورتر از حصار سیم خاردار کمپ زندان ایستهام زندگی می‌کردند، جایی که محکومان در مزارع زحمت می‌کشیدند و خود را در خانه با ترکیبی از معنویت و بلوز می‌خواندند.

## حرفه موسیقی
ربرت می‌گوید که او شروع به تنظیم اولین کوارتت انجیلی خود با برادرش آلمو و دو پسر عمویش کرد، قبل از اینکه حتی بداند سبک کوارتت چیست، هنگامی که هریس برای شروع کلاس هفتم در دبیرستان رنگارنگ ترینیتی به شهر نقل مکان کرد، این گروه چهار دوست و سپس خوانندگان انجیل دوستانه نامیده شدند. هریس ۱۵ ساله بعد از کلاس دهم، یعنی تا آنجایی که مدرسه پیش رفت، به کالج مری آلن در نزدیکی کروکت رفت و پیشنهادی وسوسه انگیز برای پیوستن به گروه (سایلاس) روی کرین (با نام مستعار «سالمندان» کرین یا SR Crain) سول ستیررارص که به هیوستون نقل مکان کرده بودند را بررسی کرد. در آن زمان سول ستیررارص یک گروه جشن بود که آهنگ‌های خشخاش و آهنگ‌های بالا مانند «دون بی تهریورسیده» را می‌خواندند. اما به محض اینکه هریس بالاخره متعهد شد (ریبرت می‌گوید سال ۱۹۳۱ بود؛ مورخان انجیل معمولاً سال را ۳۵ یا ۳۶ می‌نامند)، او کمک کرد تا صدای گروه به سبک سخت‌تر، عمیق‌تر و پرشورتر تغییر کند.
هریس ادعا می‌کرد که هیچ تأثیر موسیقایی به جز آنهایی که در درختان و مزارع مزرعه خانواده‌اش در خارج از ترینیتی یافت، ندارد.
در اواخر دهه ۱۹۴۰، هریس به ایجاد کنوانسیون کوارتت ملی برای کمک به «حرفه ای کردن» جامعه موسیقی انجیل آفریقایی-آمریکایی کمک کرد.